# 새천년맞이 국민대축제

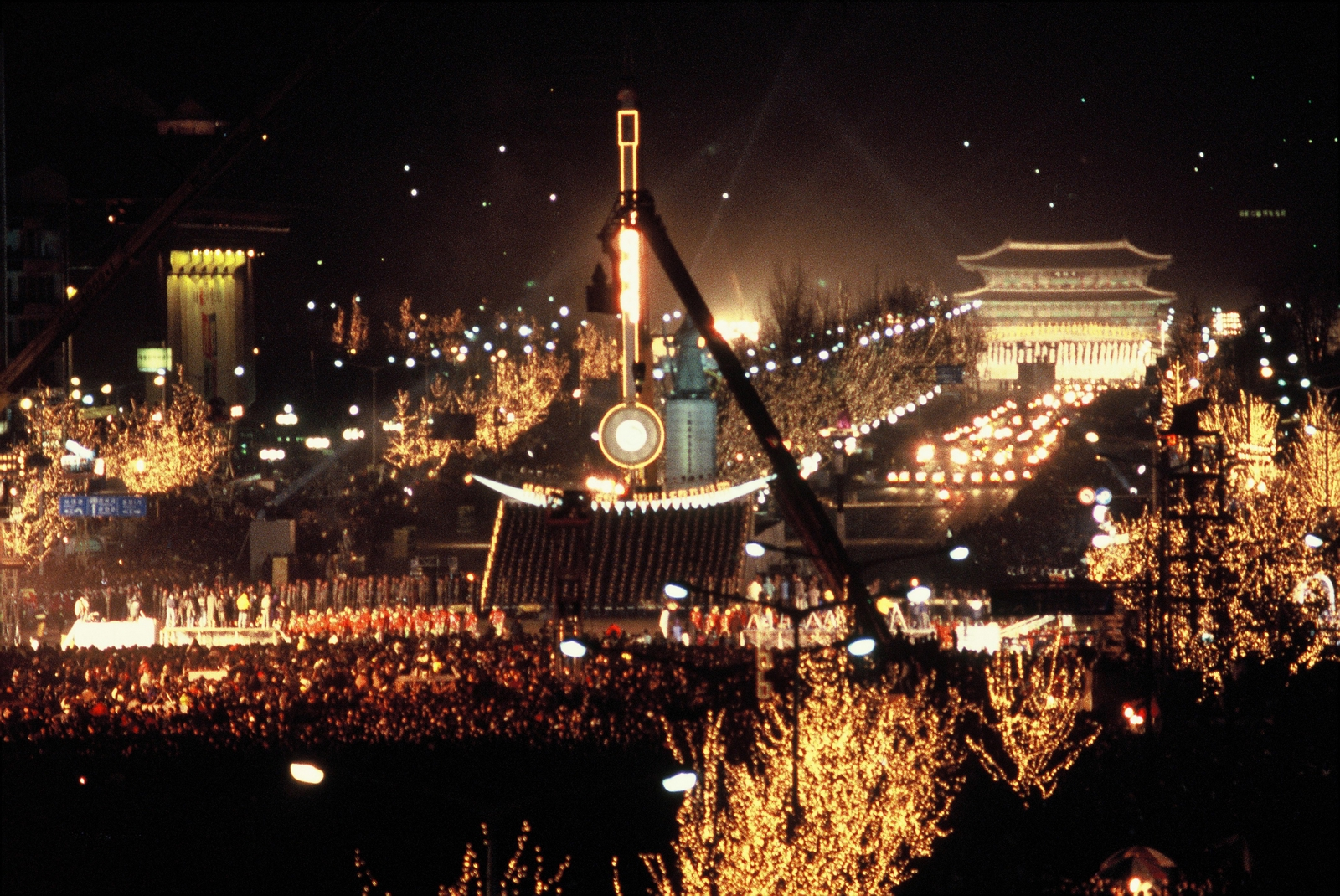
광화문앞 세종로의 새천년맞이 국민대축제 행사 현장

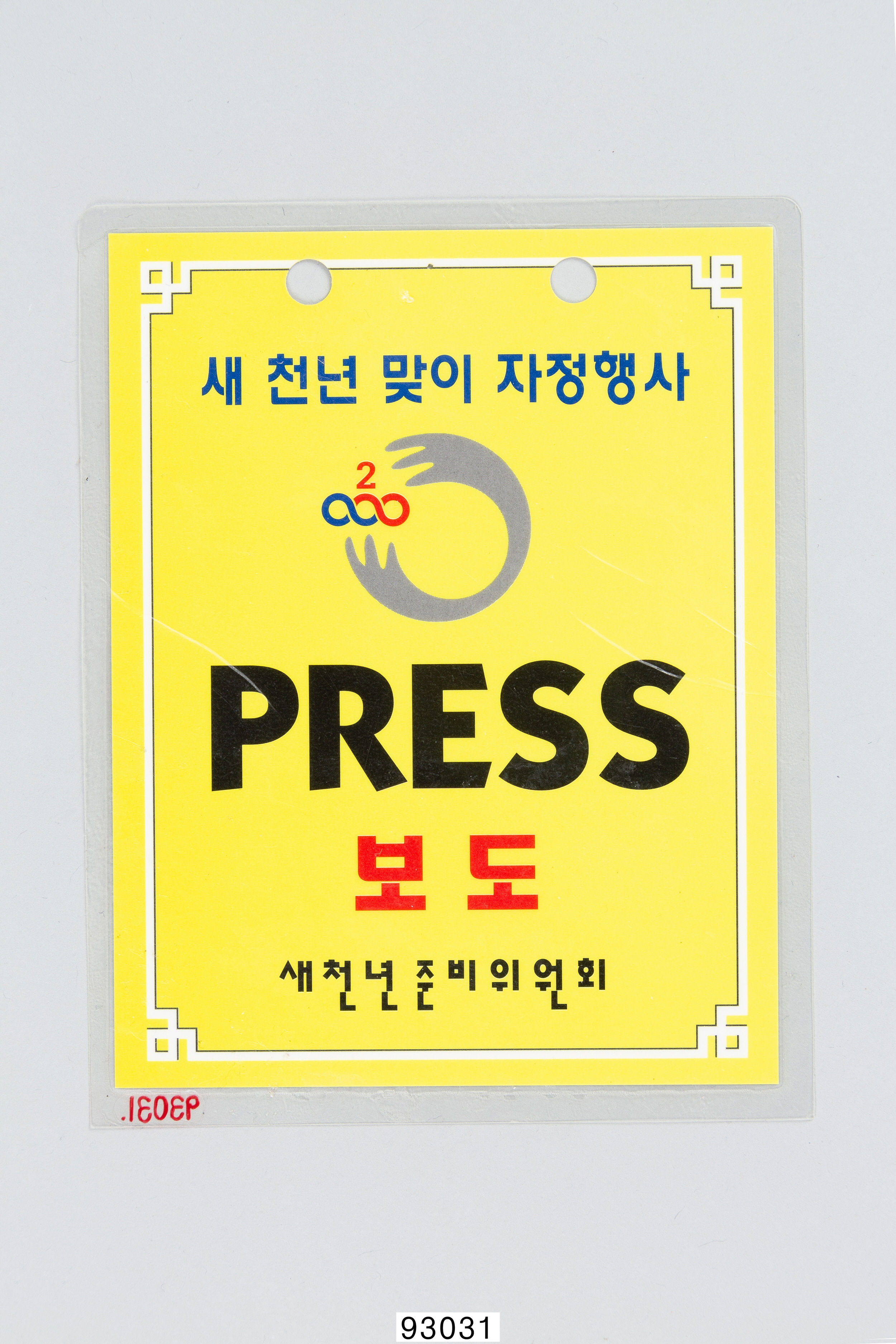
새천년 맞이 자정행사 보도출입증 (국립민속박물관 소장)

《새천년맞이 국민대축제》는 1999년 12월 31일 밤 11시부터 2000년 1월 1일 0시 30분까지 대한민국 서울특별시 광화문 세종로(현재의 세종대로)에서 진행된 새천년맞이 행사로서 대한민국 새천년준비위원회가 주관했다.

## 구성과 방송

### 구성
새천년준비위원회는 《새천년맞이 국민대축제》의 본 행사를 2부로 나누어 진행했다. 본 행사 1부의 주제는 《한민족 새즈믄해 대행진》, 본 행사 2부의 주제는 《생명의 빛 불꽃 축제》이다. 본 행사 앞에는 앞풀이를, 본 행사 뒤에는 뒤풀이를 진행했다.
- 앞풀이 《새천년 한민족 대합창》 (1999년 12월 31일 오후 10시 0분 ~ 밤 11시 0분)
- 본 행사 1부 《한민족 새즈믄해 대행진》 (1999년 12월 31일 밤 11시 ~ 2000년 1월 1일 밤 12시 0분)
  - 1막: 천년의 문을 열고 (1999년 12월 31일 밤 11시 ~ 밤 11시 13분)
  - 2막: 가는 천년 오는 천년 카퍼레이드 (1999년 12월 31일 밤 11시 13분 ~ 밤 11시 44분)
  - 3막: 은하계에서 온 축하 사절단 (1999년 12월 31일 밤 11시 44분 ~ 밤 11시 55분)
  - 4막: 천년과의 고별과 새천년 카운트다운 (1999년 12월 31일 밤 11시 55분 ~ 2000년 1월 1일 밤 12시 0분)
- 본 행사 2부 《생명의 빛 불꽃 축제》 (2000년 1월 1일 밤 12시 0분 ~ 밤 12시 30분)
  - 5막: 즈믄둥이의 탄생과 평화 선언 (2000년 1월 1일 밤 12시 0분 ~ 밤 12시 3분)
  - 6막: 자정의 태양과 천년의 눈동자 (2000년 1월 1일 밤 12시 3분 ~ 밤 12시 6분)
  - 7막: 즈믄해 생일 잔치와 고풀이 (2000년 1월 1일 밤 12시 6분 ~ 밤 12시 30분)
- 뒤풀이 (2000년 1월 1일 밤 12시 30분 ~ 새벽 1시 30분)

### 방송
《새천년맞이 국민대축제》의 주관 방송사로 선정된 한국방송공사(KBS)는 1999년 12월 31일 오후 10시부터 2000년 1월 1일 새벽 1시 30분까지 KBS 1TV에서 방영된 새해맞이 특별생방송 프로그램인 《밀레니엄 국민대축제 - 한민족 대합창》을 통해 세종로 현장을 생중계했다. 손범수, 황수경 아나운서가 해당 프로그램의 방송 진행을 맡았다.
영국방송공사(BBC)의 새천년맞이 텔레비전 특집 방송 프로그램인 《2000 투데이》(2000 Today)에서 대한민국 방송 대표를 맡았던 문화방송(MBC)은 손석희, 심혜진이 서울 광화문 현장에서 생방송을 진행하는 도중에 자정 10분 전후에 걸쳐 KBS로부터 제공받은 새천년맞이 국민대축제 장면을 송출했다. SBS는 밀레니엄 특집 생방송 프로그램인 《비전 2000 - 쇼 2000》 진행 도중에 자정 10분 전후에 걸쳐 KBS로부터 제공받은 새천년맞이 국민대축제 장면을 송출했다.

## 1막: 천년의 문을 열고 (1999년 12월 31일 밤 11시 ~ 밤 11시 13분)

### 불맞이 (1999년 12월 31일 밤 11시 ~ 밤 11시 3분)
1999년 12월 31일 오후 5시 30분 17초(한국 표준시)에 전라북도 부안군에 위치한 변산반도에서 채화된 20세기 마지막 햇빛이 대한모터사이클연맹, 서울특별시지방경찰청 순찰대, 육군수도방위사령부 헌병대 모터사이클 540대가 이끄는 봉송단의 호위를 받으면서 서울 광화문과 세종로에 도착한다. 20세기 마지막 햇빛의 최종 주자와 점화자는 새천년준비위원회가 2000년에 20세를 맞이한 대한민국 국적의 남자와 여자를 대상으로 선정한 '사이버 즈믄이'가 맡았는데 최종 주자는 신재창(남자, 당시 경희대학교 1학년 재학 중이었음), 점화자는 박지영(여자, 당시 이화여자대학교 1학년 재학 중이었음)이다.

### 즈믄해 우주시계 불 붙이기와 불의 춤 (밤 11시 3분 ~ 밤 11시 6분)
최종 주자로부터 햇빛을 넘겨받은 점화자가 36m 높이의 '즈믄해 우주시계추'에 점화하면 햇빛이 불꽃으로 변하면서 우주시계추 꼭대기에 위치한 횃불대에 점화되고 이와 동시에 삼성전자에서 제작한 15인치 박막 트랜지스터 액정 디스플레이(TFT-LCD) 디지털 텔레비전 500대로 만든 '천년의 눈동자'(육군특수전사령부 500명)가 차례로 점등된다. 우주시계추는 광화문이 우주의 중심임을 알리기 위해 새천년준비위원회에서 제작한 구조물이다. 점화가 끝나면 우주시계추 앞에 있던 서울국악예술고등학교(현재의 국립전통예술고등학교) 무용단 197명이 노래와 함께 불맞이 춤을 선보인다.

### 밀레니엄 옴파로스 (밤 11시 6분 ~ 11시 13분)
불의 춤 과정에서는 서울 광화문이 우주의 중심임을 알리기 위하여 서울 광화문과 세계 주요 도시 간의 거리를 표시한 밀레니엄 옴파로스(Millenium Omphalos) 풍선이 등장하며 세계 각지를 향해 불꽃이 날아가게 된다.
- 피지 - 8,193km
- 일본 도쿄 - 1,158km
- 중국 베이징 - 954km
- 영국 런던 - 8,871km
- 미국 뉴욕 - 11,058km
- 백두산 - 503km
- 마라도 - 579km

## 2막: 가는 천년 오는 천년 카퍼레이드 (1999년 12월 31일 밤 11시 13분 ~ 밤 11시 44분)

### 역사는 흐른다 (밤 11시 13분 ~ 밤 11시 19분)
광화문에서 취타대(대한민국 국방부 군악대 33명)가 취타를 연주하면서 1막에서 2막으로 넘어감을 알린다. 뒤이어 서울 광화문 앞에 있던 서울국악예술고등학교 합창단 300명이 지난 천년의 역사에 등장한 인물 100명을 소재로 한 노래 《한국을 빛낸 100명의 위인들》(작사·작곡: 박문영)을 일렉트로닉 댄스 뮤직(EDM) 버전으로 편곡한 《역사는 흐른다》를 부른다. 이 과정에서 '가는 천년'을 상징하는 '역사의 수레' 카퍼레이드에 참가하는 출연진들이 전통 의장대(대한민국 국방부 의장대 52명)의 호위를 받으면서 무지개 다리를 건너게 되고 모터사이클 540대가 이끄는 봉송단이 세종로를 떠난다.

### 광화문발 즈믄해 열차 (밤 11시 19분 ~ 밤 11시 44분)

#### 《피스 송》 (Peace Song)
국악인 김덕수가 이끄는 육군 백마부대(제9보병사단)·한울림 사물놀이패 300명이 서울 광화문과 세종로를 돌아가는 동안에 사물놀이 연주와 함께 《피스 송》(Peace Song)을 부르면서 카퍼레이드의 서막을 알린다. 《피스 송》은 '아, 헤, 허' 음정으로 대표되는 한국 전통 음악의 장단과 선율에 현대적인 테크노 음악을 결합한 것이 특징이다.

#### 역사의 수레
역사의 수레는 지난 천년의 역사를 소재로 한 카퍼레이드로 각 띠를 대표로 하는 인물 12명을 주제로 하고 있다.
| 띠 (지지)         | 인물       | 출연진                                                                      | 주제                              | 표어 |
| ----------------- | ---------- | --------------------------------------------------------------------------- | --------------------------------- | --- |
| 쥐띠 (자, 子)     | 김구       | 이영후(김구 역할), 서울예술단                                               | 대한민국 임시정부·한국의 독립운동 | 나의 소원은 우리나라 대한의 완전한 자주 독립이요. - 《백범일지》                                                                                    |
| 소띠 (축, 丑)     | 세종대왕   | 이정길(세종대왕 역할), 툇마루무용단                                         | 한글(훈민정음)                    | 불휘 기픈 남간 바라매 아니 뮐쌔 곶 됴코 여름 하나니(뿌리 깊은 나무는 바람에 아니 움직이니 꽃 좋고 열매 많나니) - 《용비어천가》                     |
| 호랑이띠 (인, 寅) | 나운규     | 최종원(나운규 역할), 서울예술단                                             | 영화 《아리랑》                   | "아리랑 아리랑 아라리요" - 천년 정한의 노래(《아리랑》)에 담긴 영상 문화의 초석                                                                     |
| 토끼띠 (묘, 卯)   | 김유신     | 한인수(김유신 역할), 서울예술단                                             | 화랑                              | 원융회통(圓融會通)의 신라 통일 문화와 최초의 인간 연                                                                                                |
| 용띠 (진, 辰)     | 김홍도     | 국립국악원 무용단                                                           | 풍속화(한국인의 풍속)             | 풍속도에 잡힌 한국인의 나날, 한국인의 멋 |
| 뱀띠 (사, 巳)     | 이순신     | 김흥기(이순신 역할), 툇마루무용단                                           | 거북선                            | 필사즉생 필생즉사(必死則生 必生則死 - 살고자 하면 죽을 것이오, 죽기를 각오한다면 살 것이다.) - 《난중일기》                                         |
| 말띠 (오, 午)     | 김정희     | 서인석(김정희 역할), 서울예술단                                             | 서예(추사체)                      | 《세한도》의 잣나무처럼 곧고 푸른 한국인의 독창성                                                                                                   |
| 양띠 (미, 未)     | 동성왕     | 국립국악원 연주단                                                           | 백제 문화                         | 동서 화합으로 이룬 찬란한 백제 문화의 불꽃 (신라의 왕녀를 왕비로 맞이함)                                                                            |
| 원숭이띠 (신, 申) | 정조       | 한국예술종합학교 학생들                                                     | 수원 화성·정약용의 실학 사상      | 실사구시(實事求是)의 화성(華城) - "아름다운 것이 힘이니라."                                                                                         |
| 닭띠 (유, 酉)     | 이황       | 신충식(이황 역할), 서울국악예술고등학교(현재의 국립전통예술고등학교) 학생들 | 선비 정신                         | "청량산(淸凉山) 육육봉(六六峰)을 아는 이, 나와 백구(白鷗, 흰 기러기)" - 이황의 시조 《청량산가》                                                    |
| 개띠 (술, 戌)     | 논개       | 김성녀(논개 역할), 국립국악원 무용단                                        | 진주 촉석루                       | "나에게 울음과 웃음을 동시에 주는 사랑하는 논개여" - 한용운의 시 《논개의 애인이 되어 그의 묘에》                                                   |
| 돼지띠 (해, 亥)   | 광개토대왕 | 박웅(광개토대왕 역할), 천지연청소년정신문화원                               | 고구려                            | 세세위원 여형여제 상하상화 수천(世世爲願 如兄如弟 上下相和 守天, 대대로 형제와 같이 상하가 서로 화목하기를 원하고 하늘을 지키리라.) - 충주 고구려비 |

#### 미래의 열차
미래의 열차는 새천년에 바라는 12개의 희망을 소재로 한 카퍼레이드이다.
| 차량 이름                                               | 주제                 | 표어                                                       |
| ------------------------------------------------------- | -------------------- | ---------------------------------------------------------- |
| 평화와 통일 (전자 바이올린 연주자 유진 박 출연)         | 평화                 | 평화는 바람이 불지 않아도 나부끼는 깃발이다.               |
| 생명의 알 (국악인 유태평양 출연)                        | 생명                 | 껍질을 깨는 아픔 없이 생명은 태어나지 않는다.              |
| 건강과 스포츠 (야구 선수 이승엽, 축구 선수 이동국 출연) | 건강                 | 2002년 월드컵의 새로운 신화를 위하여                       |
| 환경과 리사이클                                         | 자연 환경            | 강철이 흙으로 돌아가 꽃나무가 된다.                        |
| 행복의 웃음                                             | 행복                 | 눈사람도 웃어요! 가면도 웃어요! 새즈믄해 복 많이 받으세요. |
| 눈을 뜬 지구 (조각가 문신의 조각 작품 등장)             | 창의성(창조)·융합    | 지구의 초록색 별이 이제는 내 고향이란다.                   |
| 기술과 인간 (조각가 유영교의 조각 작품 등장)            | 기술                 | 인간과 기술이 두 손으로 잡는 새천년의 꿈                   |
| 아름다움 (1999년 미스코리아 입상자 출연)                | 미(아름다움)         | 폐기물이 꽃이 되는 미의 역설, 미래의 기적                  |
| 사랑의 화살 (하프 연주자 곽정 출연)                     | 사랑                 | 사랑은 모든 것을 이긴다. 그리고 우리는 사랑에만 복종한다.  |
| 디지털 속의 꿈 (조각가 심영철의 조각 작품 등장)         | 디지털               | 농업은 농장, 산업은 공장, 지식 산업은 머리와 디지털        |
| 미디어 세상                                             | 정보·통신·멀티미디어 | 정보·미디어는 거리로 메고 다니는 거울이다.                 |
| 희망의 바람개비                                         | 희망                 | 바람개비를 돌리는 바람, 미래를 돌리는 희망                 |

## 3막: 은하계에서 온 축하 사절단 (1999년 12월 31일 밤 11시 44분 ~ 밤 11시 55분)

### 우주선 출현 (밤 11시 44분 ~ 밤 11시 50분)
서울 광화문 교보빌딩 상공에서 사이렌 소리, 레이저 광선과 함께 우주선 3대가 나타난다. 이 과정에서 군중들이 한국어로 "전쟁", "평화"라는 구호를 연달아 외치면서 호기심을 자극한다. 뒤를 이어 지난 천년을 떠나 보내는 1,999개의 연이 세종로 상공으로 날아오르는데 이들 연은 전국 각지의 어린이 100,000명을 대상으로 모집한 작품들 가운데 선정된 작품들이다. 새천년을 축하하기 위해 우주에서 날아온 은하계 사절단이 현란한 빛과 쏟아지는 소리를 이용하여 평화의 신호를 전달하면서 군중들이 평화의 환호를 보낸다.

### 은하계 사절단 (밤 11시 50분 ~ 밤 11시 55분)
우주선 3대가 교보빌딩 옥상에 착륙하면 은하계에서 온 축하 사절단(서울특별시 소방재난본부 119구조대 40명)이 축하의 우주 꽃다발을 안고 환영의 노래 연주와 함께 교보빌딩을 타고 세종로로 하강한다. 뒤를 이어 천년의 눈동자가 15인치 TFT-LCD 디지털 텔레비전 500대를 활용하여 한국어로 "환영"이라는 단어를 표출하면서 은하계 사절단을 환영하는 신호를 전달하고 김덕수가 이끄는 사물놀이꾼들이 은하계 사절단을 환영하는 사물놀이 연주를 펼친다. 뒤를 이어 VIP(요인) 자격으로 참석한 김대중 대통령, 이어령 새천년준비위원회 위원장, 박지원 문화관광부 장관, 김한길 청와대 정책기획수석비서관 등이 서울 광화문 새천년맞이 국민대축제 현장에 등장한다.

## 4막: 천년과의 고별과 새천년 자정 카운트다운 (1999년 12월 31일 밤 11시 55분 ~ 2000년 1월 1일 밤 12시 0분)

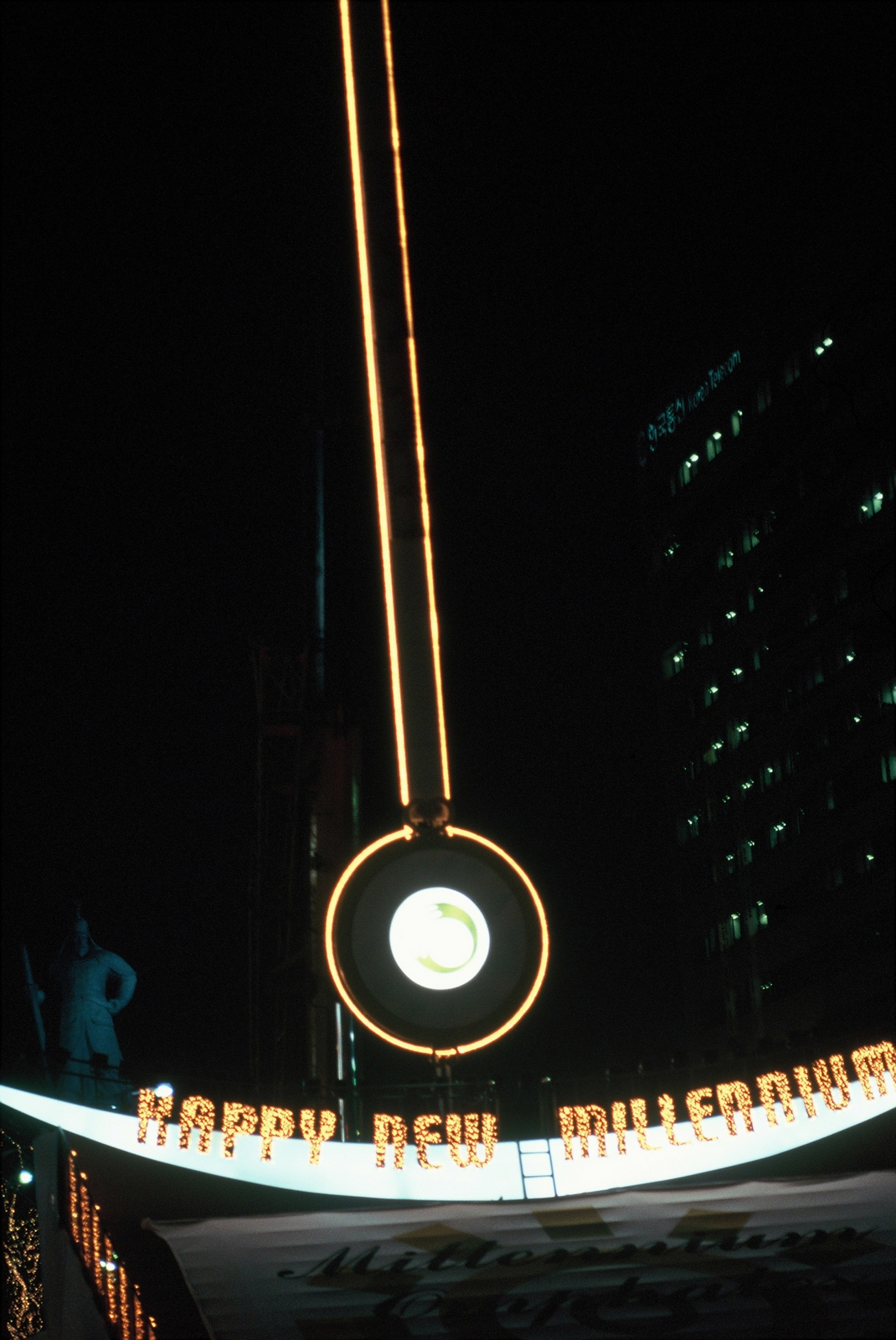
새천년 카운트다운을 알리는 우주시계추

### 천년과의 고별 (1999년 12월 31일 밤 11시 55분 ~ 밤 11시 58분)
서울 세종로에서 노래 《우리는 하나》(작곡: 황병기, 노래: 박수연, 훈 반주: 홍종진, 오르간 반주: 조양명)가 연주되면서 천년과의 고별을 알린다. 이 과정에서 20세기의 마지막 햇빛이 서서히 소화되고 서울 광화문과 세종로의 모든 조명도 꺼지게 된다.

### 새천년 자정 카운트 다운 (1999년 12월 31일 밤 11시 58분 ~ 2000년 1월 1일 밤 12시 0분)
서울 광화문에서 시계태엽을 감는 소리가 나면서 카운트다운 준비를 알린다. 김대중 대통령이 광화문에서 터치 버튼을 누르면 세종로 중앙분리대에 있던 라인 로켓이 우주시계추에 도달하면서 카운트다운이 시작된다. 우주시계추가 좌우로 움직이면서 "10, 9, 8, 7, 6, 5, 4, 3, 2, 1, 2000" 순으로 카운트다운이 진행되는데 김대중 대통령이 밤 12시 0분 0초가 되는 순간에 레버를 당기면서 우주시계추 가운데에 표출되어 있던 숫자 1999가 2000으로 바뀌게 된다.
카운트다운이 진행되는 동안에는 천년의 눈동자가 15인치 TFT-LCD 디지털 텔레비전 500대를 활용하여 "10, 9, 8, 7, 6, 5, 4, 3, 2, 1, 2000" 순으로 숫자를 표출하고 시간의 요정 50명이 향로를 좌우로 흔든다. 밤 12시 0분 0초가 되면 서울 광화문과 세종로의 모든 조명이 켜지게 되고 보신각 제야의 종 타종, 아셈타워 점등, 제주도 성산 일출봉 불꽃놀이 연출 장면이 생중계된다. 당시 공사가 진행 중이던 인천국제공항에서는 즈믄이 2,000명이 비행기 날개 모양으로 활주로를 달리는 '즈믄이 비상 2000' 퍼포먼스가 진행되었다.

## 5막: 즈믄둥이의 탄생과 평화 선언 (2000년 1월 1일 밤 12시 0분 ~ 밤 12시 3분)
보신각 제야의 종 타종과 함께 전국 39곳의 산부인과가 두루넷 인터넷을 통해 즈믄둥이의 탄생을 실시간으로 생중계한다. 새천년준비위원회에서는 2000년 1월 1일 밤 12시 0분에 자연 분만으로 태어난 아기를 즈믄둥이로 공식 인정했는데 남자 아이에게는 '바위', 여자 아이에게는 '구슬이'라는 애칭을 부여하기로 결정했다.
새천년준비위원회가 공식 인정한 즈믄둥이는 2000년 1월 1일 밤 12시 0분 1초에 경기도 안양시 한림대학교 성심병원에서 태어난 남자 아이인 이태웅이다. 즈믄둥이의 탄생 장면 생중계와 함께 대형 전광판에는 김대중 대통령의 평화 선언 영상이 등장한다.
(사랑하고 존경하는 국민 여러분!) 이 땅에 새천년의 첫 아기가 태어났습니다. 이 세상에 새 생명의 탄생보다 더 소중하고 아름다운 것이 또 있겠습니까? 우리는 이 새 생명에게 무엇을 주어야 하겠습니까? (그것은 전쟁이 아니라 평화이며 빈곤이 아니라 풍요이며 좌절이 아니라 희망입니다.) 저는 새천년의 문이 열리는 지금, 새 생명과 함께 한민족의 이름으로, 온 인류를 향해 평화를 선언합니다. - 김대중 대통령

## 6막: 자정의 태양과 천년의 눈동자 (2000년 1월 1일 밤 12시 3분 ~ 밤 12시 6분)

### 자정의 태양 (2000년 1월 1일 밤 12시 3분 ~ 밤 12시 5분)
광화문을 둘러싸고 있는 북악산, 남산, 안산, 낙산에서 동시에 발사한 20인치 규모의 대형 폭죽과 2,000만 촉광에 달하는 조명탄을 이용하여 서울 광화문의 어두운 밤하늘을 대낮의 태양처럼 밝게 비춘다. 이는 대한민국이 대낮 속에서 새천년을 맞이했음을 의미한다. 자정의 태양에 사용된 대형 폭죽과 조명탄은 한화에서 제작했다. 같은 시간에 남산에 위치한 목멱산 봉수대 터에서는 통일을 염원하는 봉화 1개가 점화되었다.

### 천년의 눈동자 (2000년 1월 1일 밤 12시 5분 ~ 밤 12시 6분)
천년의 눈동자가 15인치 TFT-LCD 디지털 텔레비전 500대를 활용하여 "평화", "PEACE", "즈믄해", "새천년"을 표출하는 텔레비전 카드 섹션을 펼친다.

## 7막: 즈믄해 생일 잔치와 고풀이 (2000년 1월 1일 밤 12시 6분 ~ 밤 12시 30분)

### 즈믄해 생일 잔치 (2000년 1월 1일 밤 12시 6분 ~ 밤 12시 13분)
대한민국 전국 각지에서 생산된 쌀 20가마를 모아서 찐 시루떡을 담은 2,000개의 시루로 쌓아올린 "생명의 탑"이 트레일러 3대에 실려서 등장한다. 《생일 축하합니다》 노래가 연주되는 동안에는 골프 선수 박세리가 생명의 탑 중앙에 올라온 다음에 골프채를 휘두르면서 2,000개의 시루에 불읕 붙이게 되는데 노래가 흐르면서 시루에서는 불꽃이 분수처럼 솟아오르게 된다. 생명의 탑 주변에서는 전국 각지에서 초청받은 1월 1일생 2,000명(10대 ~ 50대)이 시루떡이 담긴 시루를 받았다.

### 고풀이와 역대 노벨 평화상 수상자들의 평화 선언문 (2000년 1월 1일 밤 12시 13분 ~ 밤 12시 30분)

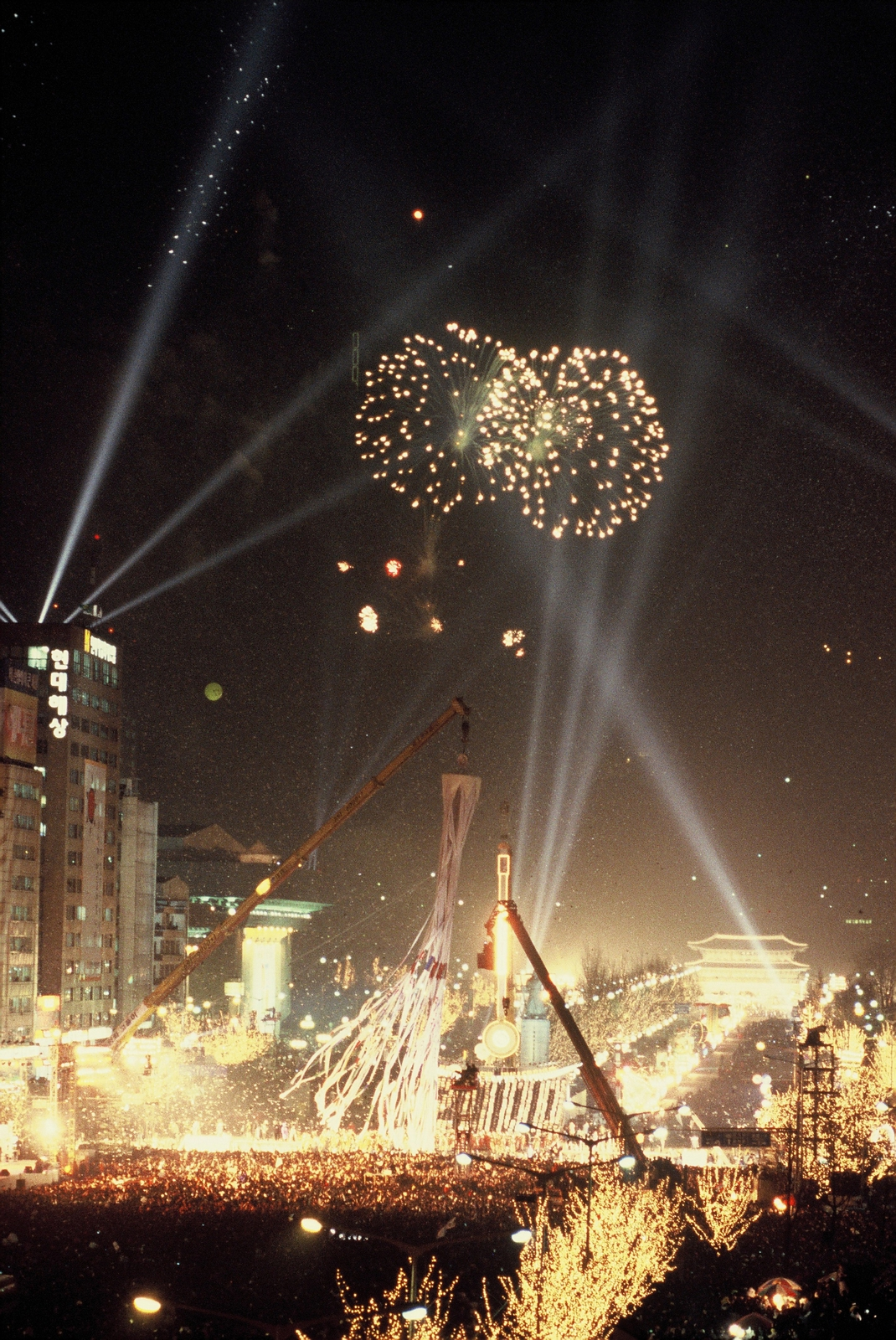
새천년맞이 국민대축제에서 선보인 고풀이

188개 유엔 회원국의 국기와 공용어로 "평화"라는 뜻을 가진 단어가 담긴 매듭(고자락) 188개가 펼쳐지면서 고풀이가 진행된다. 행사에 초대된 대한민국에 주재하는 외교관들, 대한민국에 거주하는 외국인 노동자들, 대한민국을 방문한 관광객들이 모든 출연자들과 함께 세계 평화를 기원하는 고풀이를 벌인다. 뒤를 이어 역대 노벨 평화상 수상자인 레흐 바웬사, 오스카르 아리아스, 프레데리크 빌렘 데 클레르크, 조지프 로트블랫의 평화 선언문이 대형 전광판을 통해 차례대로 등장한다.
20세기는 증오의 세기였습니다. 그러나 다가오는 새천년은 협력의 시대가 될 것입니다. - 레흐 바웬사 (1983년 노벨 평화상 수상자)

신념과 확신을 가지고 우리 모두의 새천년이 휴머니즘(인문주의)의 시대가 되도록 노력합시다. - 오스카르 아리아스 (1987년 노벨 평화상 수상자)

대한민국의 평화의 메시지 선언과 세계 평화를 위한 훌륭한 발걸음에 성공이 함께 하기를 진심으로 기원합니다. - 프레데리크 빌렘 데 클레르크 (1993년 노벨 평화상 수상자)

우리에게 혜택을 주는 과학이 긍정적으로 발전되도록 사회는 노력해야만 합니다. - 조지프 로트블랫 (1995년 노벨 평화상 수상자)

새천년준비위원회는 2000년에 출간된 《새천년 준비백서》에 역대 노벨 평화상 수상자인 리고베르타 멘추, 시몬 페레스의 평화 선언문을 추가로 게재했다.
정의가 없는 평화는 없습니다. 평등이 없는 정의는 없습니다. 발전이 없는 정의는 없습니다. 민주주의가 없는 발전은 없습니다. 사람과 문화에 대한 동질성과 존엄성을 존중하지 않는 민주주의는 없습니다. - 리고베르타 멘추 (1992년 노벨 평화상 수상자)

우리 어린이들은 좀 더 평화로운 세상에서 살 권리가 있으며 우리에게는 희망으로 가득한 마음으로 미래를 볼 수 있도록 평화의 길을 가꾸어야만 하는 책임이 있습니다. - 시몬 페레스 (1994년 노벨 평화상 수상자)

## 참고 문헌 및 자료
- 《새천년 준비백서》 (대한민국 새천년준비위원회 제작, 2000년, 대한민국 국회도서관 소장)
- 《새천년맞이 국민대축제 광화문 2000》 영상 파일 (한국방송공사(KBS) 제작, 1999년 ~ 2000년, 대한민국 국가기록원 소장)
- 《새천년 생명과 희망의 탄생》 영상 파일 (대한민국 새천년준비위원회 제작, 2000년, 대한민국 국가기록원 소장)